# 長良川國際會議場
長良川國際會議場，位於日本岐阜縣岐阜市，是一多功能的國際會議場所。由日本建築師安藤忠雄所設計

## 施設概要
- 主廳：為日本岐阜縣內最大的會議廳，座位可容納1,689人。為了舉辦各種活動和會議，如會議、講座、音樂會、戲劇和時裝秀，採用了可移動的地板系統，讓舞台和觀眾座位更換。還設有六個候診室。
- 國際會議室：位於頂樓，可欣賞金華山、岐阜城和清澈的長良川的壯麗景色，配備影頻和音頻設備以及四種語言的同聲傳譯，打造享有盛譽的會議。
- 主會議室 ：配備視訊、音訊設備，會議室可依大小和用途劃分使用。
- 會議室 ：第一、四會議室:校式 24席/面積 42㎡；第二、三會議室:校式 42席/面積 66㎡；第五會議室:校風54席:面積/85㎡。可用於20至50人的會議及會議。提供光纖線路網路連線服務。
- 特別會議室 :可以輕鬆前往主廳等候室及舞台，適合用作 VIP 候車室。

## 交通路線
- 日本鐵路（JR）岐阜站及名古屋地鐵-名鐵岐阜站轉乘岐阜市區公車，於長良川國際會議場北面(長良川国際会議場北口)下車。

## 建築影像

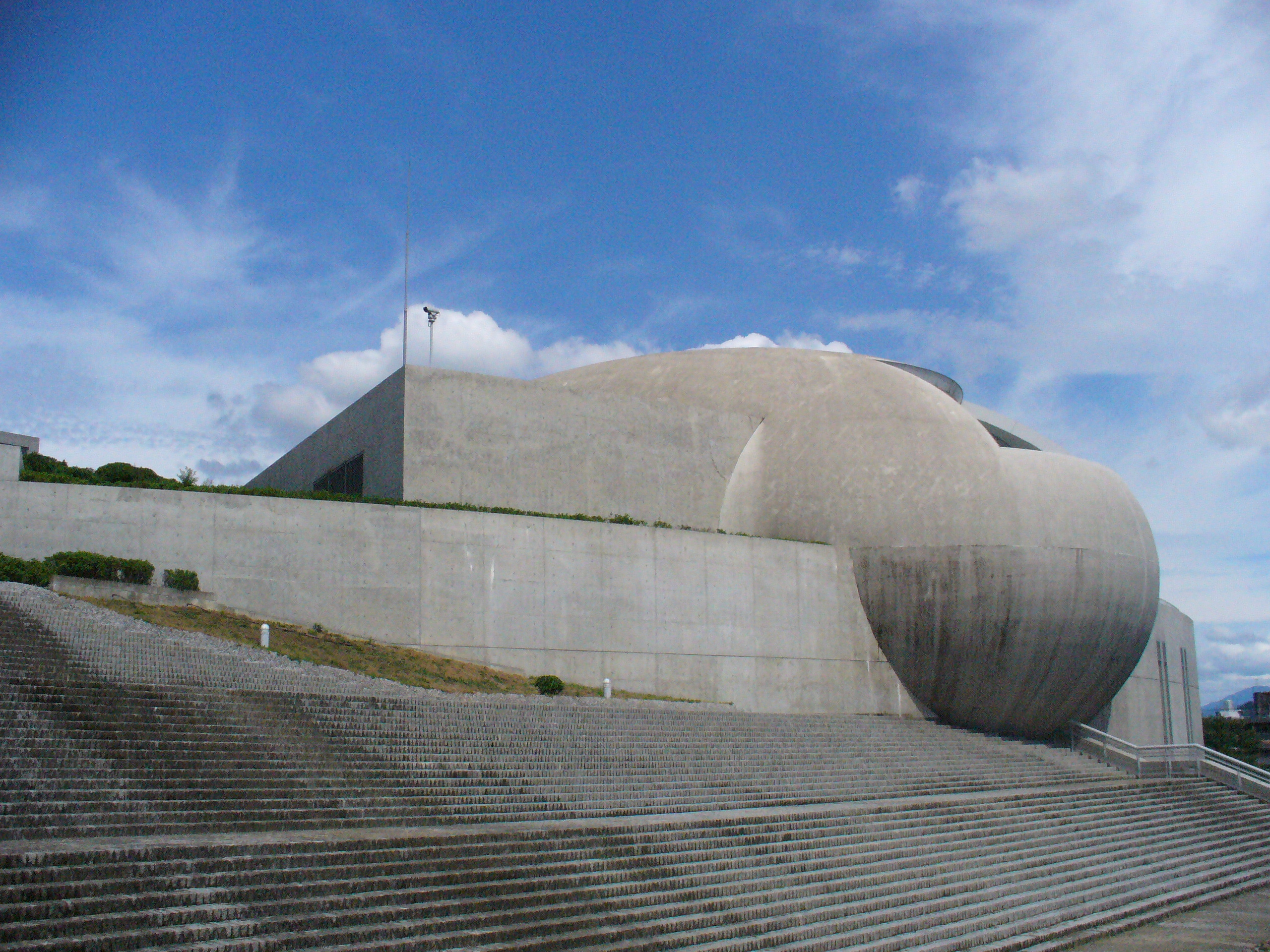
長良川國際會議場

## 外部連結
- 長良川國際會議場官方網站